# Ставчанка
Ставчанка (укр. Ставчанка) — река во Львовском районе Львовской области, Украина. Правый приток реки Щерек (бассейн Днестра).
Длина реки 24 км, площадь водосборного бассейна 140 км². Ширина русла 2-4 м, глубина 1-1,5 м (местами до 2 м). Пойма во многих местах заболочена, поросла луговой растительностью.
Берёт начало юго-восточнее села Мшана, течёт в основном на юг и юго-восток. Впадает в Щерек в селе Семёновка.
Ставчанка питает пруды (укр. став) в селе Ставчаны и в городе Пустомыты.